# キャンパスナイトフジ
『キャンパスナイトフジ』（Campus Night Fuji）は2009年4月11日から2010年3月20日までフジテレビにて放送されていた金曜日深夜生放送のバラエティ番組・情報番組で『オールナイトフジ』の復刻番組にもあたる。ハイビジョン制作。略称は「キャンナイ」。

## 概要
- 2007年3月30日に放送された『アパッチナイトフジ』、2008年12月23日に放送された『ミスキャンナイトフジ (仮)』が好評であったためレギュラー番組化されることが2009年3月4日に決定した。総合司会はケンドーコバヤシ、キャンパスナイターズ（21世紀版オールナイターズ）は現役の女子大生タレント27名（当初21名、2009年7月3日 - 7月24日放送分は19名、2009年7月31日 - 2009年12月18日放送分は22名）が出演している。
- デジタル放送はハイビジョン制作で、アナログ放送ではレターボックス放送だが、2010年1月1日放送分の新春スペシャルのみサイドカット放送となっていた。

- 2010年3月5日放送で2010年3月19日の放送をもって番組が終了する事が発表された。番組終了後、フジテレビの金曜深夜枠はバラエティ3番組をまとめた放送枠『金キラ☆ナイト』がスタート。[7]

## 出演者

### 総合司会
- ケンドーコバヤシ[8]

### レギュラー
- オードリー[9]（若林正恭、春日俊彰[10]）
- ナイツ（塙宣之、土屋伸之）[3]
- ハライチ（岩井勇気、澤部佑）
- はんにゃ（川島章良、金田哲）
- ゆったり感（江崎隆文、中村英将）

### 進行アシスタント
- 牧原俊幸（フジテレビアナウンサー）[1][2]

### キャンパスナイターズ（番組終了時）
※ 五十音順。 各女子大生のキャッチコピーは、氏名の下部に記載。
1期生（2009年4月 - ）
- 井澤妙峰（上智大学）[11]

「4ヵ国語を操るハーフ」
- 岡崎由佳（鶴見大学）[12]

「男運の無い歯科医大生」
- 岡田佑里恵（専修大学）[13][14]

「彼女にしたいランキング1位」
- 木村好珠（東邦大学）[15]

「美人医学生」
- 気谷ゆみか（日本女子大学）[16]

「ミスにおいフェチ」→「ミスしこたま」
- 黒田有彩（お茶の水女子大学）[11]

「自称ガッキー似」
- 新地梨絵（甲南女子大学）[11][17][18]

「演技力No.1の和太鼓娘」
- 杉麻李沙（洗足学園音楽大学）[14][16]

「キャンナイの歌姫」
- 瀧口友里奈（東京大学）

「泣き虫東大生」
- 中上真亜子（熊本大学）[3][11][13]

「三度の飯よりカブト虫」
- 檜木萌（青山学院大学）

「バランスボールお姉さん」
- 藤岡みなみ（上智大学）

「合言葉は「Go！Fight！Win!」」
- 本多麻衣（東洋英和女学院大学）

「2008年度ミス東洋英和」　
- 松園詩織（学習院女子大学） [16][17][19]

「EXILEの元バックダンサー」→「ダンシング・オール・ナイト」
- 宮崎麗香（上智大学）[13]

「声がエロい」
- 本山華子（慶應義塾大学）[3]

「2008年度ミス慶応」
- 矢敷真帆（共立女子大学）※双子姉妹の姉[11][17][18][20]

「合コン好き」
- 矢敷梨紗（共立女子大学）※双子姉妹の妹[20]

「合コン大好き」
- 横山晴奈（S女子大学）[3][13]

「焼酎はロックが当たり前」
2期生（2009年8月 - ）
- 許諾迪（成城大学）

「日本育ちの台湾人」
- 高橋亜由美（大東文化大学）

「抱かせて欲しいランキング1位」
- 吉木りさ（亜細亜大学）[14]

「こう見えて演歌歌手」
3期生（2010年1月 - ）
3期生のキャッチフレーズは共に「新キャンパスナイターズ」→「ピカピカの新1年生」に統一　
- 磯美沙紀（川口短期大学）
- 川島絢子（日本大学）
- 三幣恵理愛（青山学院大学）
- 高梨麻衣（成蹊大学）
- 武田るい（東京家政大学）[21]

#### 卒業メンバー
キャンパスナイターズ
- 相内綾香（恵泉女学園大学）[3]
- 本城結実（日本大学）[3]

2009年4月 - 6月（1期生として在籍）、就職活動のため2009年6月をもって卒業
準レギュラー
- JONTE'（振付師）2009年8月21日 - 10月23日

期間限定で出演、主に｢真夜中の水着ファッションショー｣のおおとりを務めた。

#### 内部チーム
- SU-KI-MA [16]

杉（すぎ）- 気谷（きや）- 松園（まつぞの）のユニット名
- ヤンキーチーム [13]

岡田・中上・宮崎・横山 4人揃ったユニット名、命名は金田哲（はんにゃ）。
- TOP3 [14]

岡田・杉・吉木のユニット名
- デンジャラストリオ [17]

新地・矢敷真帆・松園のユニット名
｢TOP3｣｢デンジャラストリオ｣ともにケンドーコバヤシが命名、詳細は#彼女にしたいランキングを参照。
- デンジャラスコンビ [18]

新地・矢敷真帆のコンビ名、ケンドーコバヤシが命名、詳細は#抱かせていただきたいランキングを参照。

### コーナー出演
- SU（RIP SLYME）

番組後半のVTRコーナー『すう散歩』にレギュラー出演。

### ナレーター
- 田代優美（フジテレビアナウンサー）[3]

## 主なコーナー

### オープニング
「エロくないのにエロく聴こえる歌 〜しこたまがんばれ!〜」が発表された翌週（1月8日放送）からフジテレビの各所から中継を行う形がスタート。

### レギュラーコーナー
- 真夜中のビジネスチャンス!今すぐ売ります!?MAX絵文字のコーナー[23][24]。
2009年5月16日（実質的には2009年5月9日）放送分開始。
「真夜中のビジネスチャンス!明日売ります!?」（後述）の1コーナーを売れ行き好調だった為コーナー化、「真夜中のビジネスチャンス!明日売ります!?」でプレゼンしたオードリーが進行[25]。春日は「大人のMAX絵文字」進行担当。MAX絵文字も参照。
- ヒキワク

キャンパスナイターズ2名（場合によっては1名、最大3名）が独自の視点から、注目の商品を紹介。番組前半に2〜3回放送される。
- 真夜中の水着ファッションショー[28]
進行役はナイツ。パジャマショーの構成はそのままに、キャンパスナイターズが最新の水着をファッショッショー形式で紹介している。
当初はゆったり感が着替え室レポーターだったが、2009年8月14日放送分や2009年8月28日はレポーターが交代し「はんにゃ川島章良チャレンジレポート」となった。2009年8月14日には陣内智則もレポーターとして登場。2009年7月3日放送分開始。
2009年9月11日放送分と2009年9月18日と2009年9月25日と2009年10月23日は、フジテレビバラエティ制作センターに出張し番組冒頭で実施され、振り付け担当として2009年9月4日から乱入しているJONTE'も乱入した。2009年9月11日放送分では、水着ファッションショーーの後、タイトルコールがあって出演者がバラエティ制作センターからスタジオ移動する際、出演者が乗ろうとしていたエレベーターが動かなくなるトラブルがあり、本来予定していない場面でCMを挟んだ。
2009年10月23日以降は、着替え時間が無いので番組冒頭に実施され、本格的にフジテレビバラエティ制作センターに出張し、観覧応募者から一般観覧を選んでいる[29]。出張ファッションショーの場合は、キャットウォークの先端で春日俊彰が女子大生を出迎えている場合が多い。
2009年11月6日放送分と2009年11月20日では本編後の午前2時台に第2部として新人候補女子大生水着オーディションが、フジテレビバラエティ制作センターで行われた。2010年1月1日の新春スペシャル（この時は9人で上位5名がメンバー入り）でも同じ場所で行なっていた。
2010年3月5日放送分にて水着ファッションショーの待受けダウンロードランキングが発表された。
- 女子大生・バランスボール天気予報

2009年4月17日 - 5月の初期は「女子大生・はじめての天気予報」としてキャンパスナイターズメンバーの天気予報未経験者1名が順番に、フジテレビ7階屋上庭園（もしくはフジテレビ1階池広場）から首都圏の天気予報を行う。前身番組『ミスキャンナイトフジ (仮)』の1コーナーをレギュラー化。
稀に写るギャラリーの中に誰か混ざっている。
コーナーの始めと終わりは『FNNレインボー発』のパロディになっている。
2009年6月5日放送分で檜木萌の特技であるバランスボールを利用した天気予報が好評だった為、以降レギュラー化し檜木が天気予報をしている。天気予報後は檜木が晴れを祈るために逆立ちしながら開脚する。2009年7月17日から8月28日放送分の期間中はお台場合衆国のどこか（7月はレッドカーペットステージ、8月中旬以降は1階ロビーより）を檜木が訪れた。2009年8月14日から天気予報後のゲスト乱入が定番化。2010年1月1日の新春スペシャルは全国ネットの為、通常の首都圏の天気予報の他に、全国の天気予報と初日の出時刻を5回に分けて行った。
- キャンパス生ライブ

アーティストを迎えての音楽コーナー。ライブ前にはトークがあり男性アーティストの場合「キャンパスナイターズの中で誰が好みか」を、女性アーティストの場合「芸人の中で誰が好みか」を聞いている。また、アーティストに選ばれたキャンパスナイターズもしくは芸人はライブでアーティストが歌う曲の曲紹介ができる権利がある
2009年9月4日以降、「好みのタイプ」を聞く時間が無く、前列の女子大生が紹介役に。
- すう散歩

番組後半（終盤が多い）のVTRコーナー。RIP SLYMEのSUがキャンパスナイターズ（日替わりで女子大生1名）を連れて、「大人の遊び場」を紹介する。コーナータイトルの由来はテレビ朝日『ちい散歩』から。

### 不定期放送
単発で終わってしまった企画も多い。
- 真夜中のビジネスチャンス!明日売ります!?

芸人たちが商売になりそうな企画をプレゼンしその企画が実際売れるかどうかをフジテレビライツ担当者、ケンドーコバヤシ、キャンパスナイターズ2人（+1名）の計5人で判定。全員「売ります」が出れば、翌日フジテレビ前で販売する。
女子大生が甘栗むいちゃいました - 初回にナイツがプレゼン。2009年5月2日放送分でクラシエフーズから正式に販売オファーが来た事が明かされた。
耳たぶ麺 - 2009年4月18日放送分で、はんにゃがプレゼン。相内、横山の耳たぶの形をしたうどんはフジテレビの食堂ラ・ポルトでも即日完売だった。お台場合衆国2009では続編の「キャンパスナイターズ耳たぶグミ」が発売された。
MAX絵文字 - オードリーが2009年4月24日放送分でプレゼン、ダウンロード配信開始。2009年5月16日（実質的には2009年5月9日）放送分からコーナー名が「真夜中のビジネスチャンス!今すぐ売ります!?MAX絵文字のコーナー」に変更になり、MAX絵文字売り上げランキングが流されるようになった。当初は春日俊彰が持ちかけた企画に設定されていた。
女子大生トレーディングカード - 2009年8月8日放送でゆったり感がプレゼン、お台場合衆国限定販売された。
- 一度でいいから見てみたい!女子大生の寝る瞬間のコーナー

真夜中のビジネスチャンス!明日売ります!?で番組初回から2回連続でケンドーコバヤシが「売れる」「売れない」の札を両方挙げたのと、好評の為コーナー化。プレゼンターはオードリー。2009年4月24日放送分より開始。
キャンパスナイターズの女子大生1名（週替わり）が自宅で寝るまでビデオカメラで自分録りし、その女子大生が寝る瞬間を紹介（最終的に女子大生全員に完走する前に終了した）。
- クイズ!オレ何系?

2009年7月3日放送分より開始（コーナー開始初回のコーナー名は「居酒屋で盛り上がった企画をやってみるコーナー クイズ!オレ何系?」）、はんにゃが進行。早押しクイズで出題者の人物が何系かを当てる。正解するとお台場合衆国で販売されたTシャツがプレゼントされる。
- あるそれドン!

2009年7月31日放送分より開始。土屋伸之（ナイツ）、金田が進行役。毎回とある職業の人たちを3名招き、その職業の秘密をケンドーコバヤシチーム（ケンドーコバヤシ、女子大生2名）と特設チーム（後述）の2チームに分かれて当てるクイズコーナー。なお、コーナー初回はアナウンサーの秘密で答えの直後に新地梨絵の太鼓があった。
| 放送日        | 職業                       | テーマゲスト特設チームメンバー                                       |
| ------------- | -------------------------- | -------------------------------------------------------------------- |
| 2009年7月31日 | フジテレビ女性アナウンサー | 春日俊彰、井澤妙峰、矢敷姉妹                                         |
| 2009年8月9日  | キャバクラ嬢               | 若林正恭（オードリー）、江崎隆文（ゆったり感）、本多麻衣、藤岡みなみ |
- 東京真夜中ウォーカー

エンディング前に放送される、2分弱の尺詰めミニコーナー。午前3時でも行っている、東京都内のスポットをキャンパスナイターズ2名が紹介。時間調整の為コーナー休止の場合が多い。
- キャンナイ知恵袋 ザ・ベストアンサー

カスペ!を意識してるシリーズ ザ・ベストアンサーとして、2009年5月16日放送分より開始。
女子大生相談者1名が悩みを提示、その悩みに対して回答者芸人が真剣にフリップに書き本気で答え相談者が「一番良い」（ベストアンサー）と思った答えを選ぶ大喜利要素を含んだお悩み相談コーナー。相談者が「よくない」と思った答えには、その答えフリップの上から赤ペンで×を上書きされる。ベストアンサーの答えを出した回答者芸人には即時その場で、キャンパスナイターズの相談者に1つだけ質問できる。
2009年5月23日放送分から回答者席枠（回答者と回答者の間に覗き見防止枠）ができた。2009年5月30日放送分は回答者席が2段に改造され、芸人全員参加となった。
なお、2009年5月30日放送分では紫SHIKIBU姿のジャリズムが乱入し回答者として参加。しかし、「ガチ生レッスン!家庭教師は女子大生!」（後述）が始まったのでわずか3週でコーナー廃止。
2009年7月10日放送分で芸人が相談者、女子大生が回答者となり暫定復活。
2009年9月25日放送分、2009年11月6日放送分は、キャンパスナイターズからランダムに代表者5名の女子大生が、澤部佑（ハライチ）らからの質問に答えた。ちなみにベストアンサーの女子大生には銘菓贈呈。
- DT澤部をドキドキさせろ!!
2009年9月4日開始。女子大生が一人ずつハライチ澤部にアピールタイムをし、澤部がアピールタイム中にティッシュを何枚取れるかアピール。10枚以上に達するとBGMで谷本貴義「Dragon Soul」のサビが流れ、ティッシュを両手に持ちながら踊るADが4名登場の仕掛け。最高記録は、2009年10月23日放送で笛を吹いた岡田佑里恵の25枚。
- 世界一ムケたい授業
女子大生らの性の悩みに、医学者の赤枝恒雄が授業形式で解いていく。日直（進行役）は、土屋伸之。2回目以降は木村好珠も日直参加。世界一受けたい授業のパロディだが、教科は『保健体育』の授業専門コーナー。2009年11月13日放送分から授業開始。
- モッコリーグ
2010年1月15日（単発）。女子大生5人1組で参加する、ネプリーグのパロディ。初回はファイブボンバー[32] を行い、ヤンキーチーム[13]（with黒田有彩[33]）が、クリアした。なお、クリアしたら投げられるルーレットダーツ[34] は黒田が投げたが、外れだった。（ → 直後、黒田はゲストの板尾創路に罵られるはめに。）
- 私の人脈すごいんです 友達コネクション
2010年1月29日開始。キャンパスナイターズの女子大生が2チームに分かわれ、どちらの女子大生の友人が凄いかをケンドーコバヤシが判定。
コーナー初回のチーム分けは、はんにゃが進行する「ヤンキーチーム」[13] の宮崎、岡田佑里恵+3期生1名（三弊）と、オードリーが進行し松園詩織が率いる「正当派チーム」3名が、対決した。岡田佑里恵の『歌が泣ける友人』として紹介されたのは、「SHINJI」こと牛窪真二ディレクターで「Lovers Again」を歌っていた。

### 休止・過去のコーナー
- 丸出し!キャンパスサーチ

キャンパスナイターズにアンケートをとりその結果から女子大生の興味や流行、生態を明らかにしていく。女子大生アンケートランキングもVTR紹介。はんにゃが進行役（2009年4月24日放送分は視聴者要望のイレギュラーで、金田哲&若林正恭が進行）。2009年5月1日放送分をもって休止。
2009年4月24日放送分で「全然エロくないのに、なぜかエロいと思ってしまう言葉」をテーマにした所、5月1日放送分で明石家さんま乱入のきっかけとなった。
「全然エロくないのに、なぜかエロいと思ってしまう言葉」の替え歌を2009年5月8日放送分から3週連続（2009年8月7日放送分から2週連続、2009年）で番組冒頭でキャンパスナイターズ全員で合唱（2009年5月22日放送分の『キセキ』の替え歌はリードボーカル 杉麻李沙、キーボード伴奏が本城結実）。
2009年5月29日放送分のオープニングは、芸人チームとキャンパスナイターズに分かれて「全然エロくないのに、なぜかエロいと思ってしまう言葉」古今東西を行った。
- 女子大生はおもしろい人が好き!

女子大生が出したお題に芸人の皆さんが面白い回答で答える、大喜利コーナー。
当初は、女子大生の多数決で一番多く正解した芸人にはラウンドガールの白人金髪美女からハグがプレゼントされた。
しかし番組初回から2週連続で回答者ではない待機しているひな壇芸人の顔に若林が落書きし、コーナー出場停止となった。従って、2009年4月24日放送分からオードリーからは春日俊彰が代表として答えている。
また、ラウンド2の直前に番組初回から2週連続でET-KINGが乱入した。
2009年5月9日放送分は、ハグガールをリストラしトーナメント方式に変更。2009年5月16日放送分から類似コーナー「ザ・ベストアンサー」（前述）が始まったので、事実上休止となった。
- ガチ生レッスン!家庭教師は女子大生!

女子大生の得意分野を、芸人たちにレクチャーさせる。一番出来の悪い芸人は（コーナー初回はミックスジュースで）お仕置きされる。
| 回 | 放送日        | 科目 | 家庭教師女子大生 | 罰を受けた芸人     |
| -- | ------------- | ---- | ---------------- | ------------------ |
| 1  | 2009年6月5日  | 英語 | 井澤、宮崎       | 岩井勇（ハライチ） |
| 2  | 2009年6月12日 | 英語 | 井澤、宮崎       | 金田哲（はんにゃ） |
- 深夜のパジャマファッションショー

キャンパスナイターズが最新のナイトウェアーをファッショッショー形式で紹介する。その前提としてナイトウェアーに着替える前に入浴を済ませることが決められておりその模様は放送中、随時中継報告される。進行役はナイツ（実際は土屋のみ進行し、塙はカメラマンに扮してボケている）、浴室前レポーターは中村英将（ゆったり感）。2009年5月2日放送分より浴室前で女子大生にハライチがインタビューするミニコーナー「湯上りパジャマファッションショー 一番ボイスを聞かせて!!」が始まったが、レポーターが中村英将になってからは浴室前インタビューのミニコーナー名は週替わりになった。2009年6月21日放送で休止、「真夜中の水着ファッションショー」（前述）となった。
- 男一匹VS女子大生全員

レギュラー芸人のうち、女子大生に物申したい芸人1名が提示したテーマを元に、テーマを提示した芸人がキャンパスナイターズに立ち向かう討論コーナー。テーマ提示芸人は他レギュラー芸人の肩車で入場。CM入りボタンというものがあり、提案者が行き詰ったら押す事に。コーナー初回は春日がテーマを提案し、2009年4月17日放送分から開始。全2回。
| 放送日        | 提案者   | 討論テーマ                                |
| ------------- | -------- | ----------------------------------------- |
| 2009年4月17日 | 春日俊彰 | 記念日なんていちいち覚えておく必要はない! |
| 2009年4月24日 | 土屋伸之 | 恋愛と学業は別物だ!                       |

- 女子大生に告っちゃえよ!

フジテレビ社員を迎えてのPRトークコーナー。2009年5月2日放送分より開始。コーナーの進行役が岡崎由佳+女子大生1名
番組後半になるとスタジオ中央にソファーが設置され、何かを言いたいフジテレビ社員（コーナー初回は佐々木将）がキャンパスナイターズの中から女子大生1名を指名。指名された女子大生とフジテレビ社員がソファーに座りツーショットトーク。フジテレビ社員はツーショットトーク中、持参した物（フジテレビから発売された書籍本、DVD、グッズのうちいずれかでその社員の関係物）の告知をしてもらう。
- 日本一早く朝刊が読める!早ズリッ!

サンケイスポーツの協力で、日本一早く刷りたての新聞をキャンパスナイターズが紹介する。午前2時20分以降に行われる。2009年5月29日放送分は日本ダービーの関係で休止。2009年7月10日放送分以降、ほとんど行われていない。コーナータイトルは「朝ズバッ!」から。
- 予告テレビ欄

2009年9月11日（実際は9月4日）放送分から開始。出演者の誰かがテレビ欄に予告され、予告された本人は何かを番組前半に暴露。
1. オードリー（コーナー開始日:2009年9月11日）
2. はんにゃ（2009年9月18日） - 写真集と月9の裏側を暴露
3. オードリー（2009年9月25日）

- 24時間マラソン

2009年10月30日（実際は10月23日に第1回ランナーを決定）放送分から開始。『この番組には感動が足りない』というコンセプトから始まった24時間テレビ（日本テレビ系）のチャリティーマラソンをもじった企画。毎週放送日前日の3時20分（放送時間によっては時間が前後する場合もある）から走り始め、ゴール前の2時間のみを放送している。なお、前日や途中経過の様子はVTRによって放送され、生放送中には番組のディレクターと電話をし、現在の様子を伝えてもらう。エンディングになると本家と同じようにZARDの負けないでが流れる。なお、ほぼ毎週のように芸人等から『汐留の方のテレビ局は大丈夫なのか?』ということが突っ込まれるが、牧原アナからあちらの方は（本家）、「年1回の24時間の生放送」、こちらの方は（キャンナイ）、「毎週、ゴール前の2時間のみ生放送」の完全オリジナルと説明している。また、番組の前半で牧原アナから、募金は受け付けていませんという説明もある。
|   | 放送日         | 走者                   | スタート地点     | 他            |
| - | -------------- | ---------------------- | ---------------- | ------------- |
| 1 | 2009年10月30日 | 岩井勇気（ハライチ）   | 平塚市           |               |
| 2 | 2009年11月6日  | 江崎隆文（ゆったり感） | 大磯ロングビーチ |               |
| 3 | 2009年11月17日 | 宮崎麗香               | 茅ヶ崎市         |               |
| 4 | 2009年11月20日 | 本山華子               | 平塚市           |               |
| 5 | 2009年11月27日 | 井澤妙峰               | 平塚駅           | [ 11 ]        |
| 6 | 2009年12月4日  | 黒田有彩               | 平塚市           | [ 11 ] [ 37 ] |
| 7 | 2009年12月11日 | 高橋亜由美             | 茅ケ崎駅         | [ 37 ]        |

## 特別企画
- 2009年5月29日放送分から4週に渡り『ザ・ベストハウス123』とのコラボレーション企画「緊急企画! ザ・ベストハウス123に出演できるのは誰だ! 私だけの123」を放送した（斜線は、2009年6月19日に神原孝が選んだ2009年7月8日放送分「ザ・ベストハウス123」に出演が決定したプレゼン）。

| 回 | 放送日        | 審査員ゲスト                                                 | 最優秀プレゼン                                                                 |
| -- | ------------- | ------------------------------------------------------------ | ------------------------------------------------------------------------------ |
| 1  | 2009年5月29日 | アンガールズ （山根良顕・田中卓志） （メールゲスト：神原孝） | 瀧口友里奈「世界を制したローマ皇帝のおもしろエピソード」                       |
| 2  | 2009年6月5日  | SHELLY                                                       | 藤岡みなみ「元気いっぱい!!チアリーダーの凄い所」                               |
| 3  | 2009年6月12日 | 飯沼誠司                                                     | 中上真亜子「私がカブトムシを好きな理由」                                       |
| 4  | 2009年6月19日 | ロンドンブーツ1号2号 （田村淳・田村亮） 神原孝               | 松園詩織 with 甘辛うさぎ[19]「必ずモテる 知る人ぞ知る 世界の新感覚 モテDANCE」 |
- 2009年7月24日放送分では、『FNSの日26時間テレビ2009 超笑顔パレード 爆笑!お台場合宿!!』の前夜祭としてヘキサゴンファミリーとコラボレーション。7月17日から連投のフレンズ（つるの剛士・崎本大海）の他、南明奈や里田まいらも2009年6月19日以来約1ヶ月ぶりの再登場。その際にフレンズのつるののパートの時にマイクの音が入っていなくて、やり直しをするというハプニングもあった。この回のみ「クイズ!ヘキサゴンII」のスタジオで生放送をした。
  - 番組内で行ったクイズ（下は成績発表）
    - みんなで跳ぼう!縄跳びクイズ
      - 1人正解につき10点、全員が正解して10回飛べたら100点獲得。2回の合計得点が高いチームの勝ち
        - ヘキサゴンチームが40点+10点＝50点 キャンナイチームが30点+30点＝60点で、キャンナイチームの勝利。

    - 仲間を救え!底抜けドボンクイズ!
      - 風船が割れたり、相手チームより正解数が少ないチームがドボン、水没となる。ケンコバの右手が上がると落水する。
        - クイズ!ヘキサゴンIIチーム代表者はオードリー・春日俊彰(白シャツ・ズボンにピンクのベスト)
        - キャンパスナイトフジチーム代表者は木村好珠(白Tシャツにピンクのスカート)

    - 先攻のクイズ!!ヘキサゴンIIチームは8問正解したが、後攻のキャンパスナイトフジチームは途中でナイツ・塙宣之が風船を割ってしまい7問で敗北。よってヘキサゴンチームの勝利。ヘキサゴンチーム代表者の春日は救出に成功し30点を獲得した。
    - キャンナイチーム代表者の木村は私服の白いTシャツにピンクのスカートに上がっていたためそのままドボン[38] し、私服・下着共にびしょ濡れになった。

ちなみに、女子が私服でドボンしたのは初であり、その影響でスカートがめくれたことや、透けていたとこを出演者が気にしていた。
ここから木村は赤いジャージでの出演となった。
- - 18人で早押し早抜けクイズ
    - 男性芸人6名（水色チーム）とキャンパスナイターズ12名（ピンクチーム・オレンジチーム）によるクイズ対抗戦。

  - エンディングでは金田哲が単独ライブの番宣をした後、はんにゃ・川島章良が水色の半袖Yシャツを脱いで、ステージに上がり、水没した。収録後、緑のジャージに着替えた。
- 2009年9月11日放送分では、V4スタジオで「東京DOGS」出演を懸けた女子大生フラッグ徒競走対決[40] が行われ、「東京DOGS出演」と「芸人とその場で共演」の2パターンのフラッグがあり、「東京DOGS」出演権を獲得した6名[41] は、2009年10月19日の「東京DOGS」に出演予定だったが、実際の放送で6名の出演シーンは放送されず、カットされていた。後にドラマ関係者曰く「（カットした理由は）尺の都合上」とのこと。
- 2009年10月24日放送分では、関西テレビのプロデューサー佐野拓水が立会いの下で、関西テレビ制作の「リアル・クローズ」出演権利を懸けた女子大生フラッグ徒競走対決が再び行われ、出演権を獲得した松園詩織、井澤妙峰、藤岡みなみ、気谷ゆみか[42] が同ドラマに出演した。
- 2010年2月19日および3月12日放送分では、ゲストとしてテレビ大阪・テレビ東京系列の「おねだり!!マスカット」（現「おねだりマスカットDX!」）で生まれたアイドルグループ恵比寿マスカッツを迎え、「番組対抗キャンナイVS恵比寿マスカッツ かわいい甲子園」を実施。本家での主審はおぎやはぎ小木博明だが、この番組での主審はケンコバが担当。定番の西野翔の空気の読めないヤジや、Rio・吉沢明歩に対する贔屓も再現された。

## 年明けスペシャル
- 2009年12月31日 24:45 - 31:00（2010年1月1日 0:45 - 7:00）に6時間15分の生放送スペシャル「MAX最強運決定戦 女子大生とお祭り騒ぎSP」が放送された。ネット局はフジテレビ系列各局（関西テレビ放送、富山テレビ放送、テレビ大分、鹿児島テレビ放送、沖縄テレビ放送を除く）初の全国ネットである。また、放送時間が長丁場のため夜が明けた朝の時間帯まで放送された。
  - 最強運芸能人決定戦。のコーナーや、出張ヒキワク、「エロくないのにエロく聴こえる歌」初披露、初日の出天気予報、女子大生オーディションなどを行った。

### 最強運芸能人決定戦
- 最強運芸能人決定戦のコーナーは、番組共演者(駅伝走者も含む)が12星座の各星座で最低運の持ち主に科学的に作られた「排泄物の臭い」をつける儀式があった。 (各星座全体的に高くても共演者の中で最低順位だったり、発表時点で1人（単独）の場合も儀式の対象)
- 共演者の中で「最強運・中村英将、最低運・江崎隆文」共にゆったり感だった。

### 真夜中の女子大生駅伝

#### 概要
- 前回(2009年12月18日)放送にて「クビにしたいランキング」で上位5名（黒田有彩、井澤妙峰、新地梨絵、中上真亜子、矢敷真帆）が番組復帰を賭けてキャンパスナイターズによる真夜中の女子大生駅伝（通称：キャンナイ駅伝)[11] が行われた。
- 移動中継車は、実況にニューヨーク支局（当時）佐野アナと解説には谷川真理のコンビで行われた。
- 番組復帰の条件は、放送時間内に5人の駅伝リレーで横浜市戸塚区から50km先のお台場・フジテレビに到着すれば復帰できるというものだった。
- 駅伝メンバーは『元キャンナイ大学』のゼッケンを付け襷（たすき）リレーを行う、各区間にネタとして競合校のランナーが出てくる。
- しかし、放送終了の朝7時までにフジテレビに到着しないまま番組は終了した。このため7時から放送の『新春 鶴瓶大新年会』（録画放送番組）の中で8時15分頃から最終走者がお台場のフジテレビに到着する場面を予定を変更して生放送するというハプニングが起きた。
時間内に到着できなかった[46] にもかかわらず、港の一声により5人の復帰が認められたのだが、5人の走者にとっては壮絶な「どっきり」でもあった。
  - 上記の未放送エリア（テレビ大分を除く[47]）でもその部分は放送されたため、実質全国放送となった。

### その他
- また、番組内にて同局22階フォーラムであったヘキサゴンファミリーによるスペシャルライブやET-KINGのスタジオ生ライブが行われた。

## ○○ランキング（単発企画）
このコーナーは、番組「お題」に沿って選んだ順でランキング化したものである。

### 「彼女にしたいランキング」
2009年12月4日放送分、某イベントにて会場8000人にアンケートを取った結果の順

#### 「TOP3」vs「デンジャラス」の3番勝負
- 翌週の放送で「TOP3」vs「デンジャラストリオ」の3番勝負を実施。

| TOP3        | 競技名       | デンジャラス | 備考                 |
| ●吉木りさ   | おにぎり     | 矢敷真帆○    | 出来ばいの差         |
| ○杉麻李沙   | マッサージ   | 新地梨絵●    |                      |
| ●岡田佑里恵 | テーブル相撲 | 松園詩織○    | 女王・松園の貫禄勝ち |

- 通算2勝1敗で「デンジャラスチーム」の勝ち

### 「抱かせていただきたいランキング」
2009年12月11日放送分、お台場に遊びに来てた男性にアンケートを取った結果の順

### 「スタッフによる強いて言うならクビにしたいランキング」
2009年12月18日放送分、キャンナイスタッフ80人にアンケートを取った結果
- - 番組内で述べられた理由の一部として
    - 黒田 → 「スタジオでのスタンドプレイが目につく」
    - 新地 → 「大阪からの交通費が高い」
    - 中上 → 「何でもそつなくこなせるので番組を卒業しても十分やっていける」

上位5名は、当日の放送をもって強制卒業を通告されたが、年明け特番にて番組復帰をかけて「真夜中の駅伝大会（キャンナイ駅伝）」 が行われた。

### 「水着ファッションショー・待受けダウンロードランキング」
2010年3月5日放送、（集計日時は不明だが）番組携帯サイトで掲載されていた水着待受け「1日のダウンロード回数」の順

### 「誰が1番脱いじゃうかダービー」
最終回＝2010年3月19日放送分、このコーナーは番組スタッフアンケートに基づきオッズ（倍率） を決めた。
- - スタッフ80人にアンケートを取ったところ「矢敷真帆」に集まった票は0票だった。

## ネット局・放送時間
全局フジテレビ系列局である。
- 2009年バレーボール・ワールドグランプリの録画放送や2009年世界柔道選手権大会等の前の時間の番組の影響で、放送開始時間が遅れる場合がある。
- 2009年10月23日から25:05から新番組『0号室の客』が放送されるため25:20 - 27:20（2時間）となる。
- 2009年10月30日は『2009 FIFA U-17ワールドカップ「日本対メキシコ」』の放送のため25:20 - 26:50（1時間半）の短縮放送となった。
- 2010年2月26日は、当初は25:30 - 27:30の予定だったが、急遽バンクーバーオリンピックノルディックスキー複合 個人ラージヒル距離10kmの中継（録画）が放送されたため、50分繰り下げて26:10 - 28:10（JST）に放送時間変更となった。

| 放送対象地域 | 放送局           | 放送時期                                                     | 放送時間                                          | 備考   | 他                                                                                               |
| ------------ | ---------------- | ------------------------------------------------------------ | ------------------------------------------------- | ------ | ------------------------------------------------------------------------------------------------ |
| 関東広域圏   | フジテレビジョン | 2009年4月10日 - 2009年9月25日 2009年10月23日 - 2010年3月19日 | 金曜25:05 - 27:05（JST） 金曜25:20 - 27:20（JST） | 制作局 | 2009年7月31日、10月2日、9日、16日 12月25日は、フジテレビ（制作局）特別編成の関係で放送休止した。 |
| 北海道       | 北海道文化放送   | 2009年4月10日 - 2009年9月25日 2009年10月23日 - 2010年3月19日 | 金曜25:05 - 27:05（JST） 金曜25:20 - 27:20（JST） | [ 53 ] | 2009年7月31日、10月2日、9日、16日 12月25日は、フジテレビ（制作局）特別編成の関係で放送休止した。 |
| 熊本県       | テレビくまもと   | 2009年4月10日 - 2009年9月25日 2009年10月23日 - 2010年3月19日 | 金曜25:05 - 27:05（JST） 金曜25:20 - 27:20（JST） |        | 2009年7月31日、10月2日、9日、16日 12月25日は、フジテレビ（制作局）特別編成の関係で放送休止した。 |

### 過去のネット局
| 放送対象地域 | 放送局             | 放送期間                 | 備考                                               | 他                                                                                      |
| ------------ | ------------------ | ------------------------ | -------------------------------------------------- | --------------------------------------------------------------------------------------- |
| 宮城県       | 仙台放送           | 2009年4月10日 - 9月25日  | 2010年の「年明け特番」を放送                       | 2009年7月31日は、フジテレビ（制作局）特別編成の関係で放送休止した。                     |
| 高知県       | 高知さんさんテレビ | 2009年4月10日 - 12月18日 | 2010年の「年明け特番」の放送が同局での事実上最終回 | 2009年7月31日、10月2日、9日、16日は、フジテレビ（制作局）特別編成の関係で放送休止した。 |

## スタッフ
- 構成：酒井健作、北本かつら、石井裕之、なかじまはじめ
- TP：勝村信之
- SW：小川利行
- CAM：斉藤伸介
- VE：池川秀彦
- AUD：菊地道元
- LD：市村秀太
- PA：野口貴之
- 美術制作：井上明裕
- デザイン：棈木陽次
- 美術進行：内山高太郎
- 大道具：豊田哲夫
- 小道具：羽染香樹
- アクリル装飾：小宮信也
- メイク：山田かつら
- 電飾：林将大
- 生花装飾：荒川直史
- 特殊装置：井上智博
- 視覚効果：岩田純輝
- マルチ：坂部建
- CG：岡本英士
- タイトル：井澤由花子
- 編集：吉田裕樹
- MA：水野学
- 音響効果：田中寿一、斉藤信之
- デジタルコンテンツ：濵田俊也（以前は営業推進）
- 編成：塩原充顕、佐々木渉
- 広報：島谷真理[54]（2009年7月31日 - ）
- 営業推進：辻貴之
- TK：水越理恵、平井冴子・星美香（平井と星は隔週交代）
- 制作：港浩一、清水宏泰
- AP：倉科知美
- デスク：森次千香子
- AD[55]：雨宮雄太、青木智也、中野浩之、曽我和隆、清水優司、牛窪真二、大美賀将行、吉田渉、正司敦子
- ディレクター：小曽根雅紀（ウィッシュカンパニー）、吉田享史（FCC）、上野雅敏、岡野彰男・秋山将慶（D:COMPLEX）
- 監修：木村剛（以前は演出）
- 演出：鈴木善貴（以前はディレクター）
- プロデューサー：三浦淳、坪井貴史
- チーフプロデューサー：宮道治朗 / 神原孝（2009年5月29日 - ）
- 技術協力：ニユーテレス、八峯テレビ、FLT、サンフォニックス、インターナショナルクリエイティブ、IMAGICA、J-WORKS、デジデリック
- 制作：フジテレビバラエティ制作センター
- 制作著作：フジテレビ

### 過去のスタッフ
- 制作：水口昌彦
- 構成：福原フトシ
- 編成：濱潤
- 広報：佐々木順子
- 営業推進：吉田高次
- デジタルコンテンツ：川本洋平

## 放送リスト
| 回数   | 放送日         | 視聴率    |
| ------ | -------------- | --------- |
| 第1回  | 2009年4月11日  | 3.1%      |
| 第2回  | 2009年4月18日  | 1.9%      |
| 第3回  | 2009年4月25日  | 3.0%      |
| 第4回  | 2009年5月2日   | 2.1%      |
| 第5回  | 2009年5月9日   | 3.1%      |
| 第6回  | 2009年5月16日  | 2.3%      |
| 第7回  | 2009年5月23日  | 2.7%      |
| 第8回  | 2009年5月30日  | 2.1%      |
| 第9回  | 2009年6月6日   | 2.0%      |
| 第10回 | 2009年6月13日  | 2.2%      |
| 第11回 | 2009年6月20日  | 1.6%      |
| 第12回 | 2009年7月4日   | 2.8%      |
| 第13回 | 2009年7月11日  | 2.2%      |
| 第14回 | 2009年7月18日  | 2.1%      |
| 第15回 | 2009年7月25日  | 2.5%      |
| 第16回 | 2009年8月1日   | 2.2%      |
| 第17回 | 2009年8月8日   | 2.5%      |
| 第18回 | 2009年8月15日  | 2.5%      |
| 第19回 | 2009年8月22日  | 1.8%      |
| 第20回 | 2009年8月29日  | 1.9%      |
| 第21回 | 2009年9月5日   | 2.3%      |
| 第22回 | 2009年9月12日  | 2.2%      |
| 第23回 | 2009年9月19日  | 1.8%      |
| 第24回 | 2009年9月26日  | 1.7%      |
| 第25回 | 2009年10月24日 | 2.6%      |
| 第26回 | 2009年10月31日 | 2.5%      |
| 第27回 | 2009年11月7日  | 2.4%      |
| 第28回 | 2009年11月14日 | 2.2%      |
| 第29回 | 2009年11月21日 | 2.1%      |
| 第30回 | 2009年11月28日 | 2.4%      |
| 第31回 | 2009年12月5日  | 2.6%      |
| 第32回 | 2009年12月12日 | 2.7%      |
| 第33回 | 2009年12月19日 | 2.3%      |
| 第34回 | 2010年1月1日   | 2.2% 1.4% |
| 第35回 | 2010年1月9日   | 2.4%      |
| 第36回 | 2010年1月16日  | 2.7%      |
| 第37回 | 2010年1月23日  | 2.2%      |
| 第38回 | 2010年1月30日  | 3.7%      |
| 第39回 | 2010年2月6日   | 1.7%      |
| 第40回 | 2010年2月13日  | 2.1%      |
| 第41回 | 2010年2月20日  | 2.2%      |
| 第42回 | 2010年2月27日  | 2.5%      |
| 第43回 | 2010年3月6日   | 2.8%      |
| 第44回 | 2010年3月13日  | 3.1%      |
| 第45回 | 2010年3月20日  | 3.1%      |

## 備考
- キャンパスナイターズには2009年7月24日放送分まで各自メールアドレスが設けられており、生放送中（日本一早く朝刊が読める!早ズリッ!の直後の26:30すぎまで、2009年5月から番組終盤まで）メールを送る事ができた。
- 前述のキャンパスナイターズは、『ミスキャンナイトフジ (仮)』を踏襲し、前列が進行役でもある。
- 芸能人が乱入するパターン要素が、初期のオープニングで稀に告知されていた。
- 平均視聴率（ビデオリサーチ関東地区調査）初回放送は3.1％、年平均2.38%、最高視聴率は3.7％（このとき瞬間最高5.2％を記録）
- 当番組は1年間での終了となったが、出演していた吉木りさが『HEY!HEY!HEY! MUSIC CHAMP』にゲスト出演した際（2012年2月27日放送分）司会のダウンタウンから「本当はもう少し長く（放送を）やるはずだったんでしょ？」と尋ねられ「はい」と答えており、当番組が事実上の打ち切りであったことを示唆していた。
- 男性芸能人のファンも何人かおり、亀梨和也はHEYHEYHEYにて当番組のファンであることを公言した。

## 他番組への出演
- 2009年6月にめちゃ×2イケてるッ!の『只今参上 色とり忍者』に はんにゃ・ゆったり感以外出演
- めざましどようびメガ祝!お台場合衆国建国爆笑ナビ行きますSP - 2009年7月18日放送分にお台場合衆国ベイサイドプールから中継。別の場所からはんにゃも出演したが、はんにゃは番組には触れなかった。
- 本日建国!お台場合衆国めざまし真夏の大中継SP - 2009年7月18日放送分にお台場合衆国ベイサイドプールから中継。
- チャンネルα『お台場合衆国メモ』（2009年7月20日 - 7月25日、7月27日 - 8月1日） - 杉麻李沙や宮﨑麗香によるお台場合衆国案内。
- 2009年12月、2010年3月にフジテレビワンツーネクスト『アイドリング!!!』のパイ投げ対決「あっち向いてパイ」に出演。結果は2回ともアイドリング!!!メンバーが勝った[56]。
- 2010年2月20日にテレビ東京系列で放送されているおねだり!!マスカット（現おねだりマスカットSP!）とのコラボが実現した。おねマスの企画、かわいい甲子園をケンドーコバヤシがジャッジでされた。結果は恵比寿マスカッツの選抜メンバーがサヨナラ勝ちした。2010年3月12日に再戦が実現する。
- キャンナイメンバーがアシスタントやゲストで出演している、インターネットラジオ下北FMの「DJ Tomoaki's Radio Show!」(DJ大蔵ともあき)番組のコーナー「ミッション・イン・キャンナイ」で、番組で決めたポーズ(アドリブ)を「キャンパスナイトフジ」の放送中に決めるのがあった[57]。

## CD
キャンパスナイターズ『エロくないのにエロく聴こえる歌 〜しこたまがんばれ!〜』（2010年3月17日発売、DVD付）

## 写真集
- キャンパスナイトフジ しこたま卒業アルバム （2010年3月19日、講談社）[7]

## 関連番組
- オールナイトフジR
- オールナイトニッポンTV
- 殿様のフェロモン→殿様のフェラーリ
- 深夜戦隊ガリンペロ
- キャンパスネット24（TBSラジオ）
- ミスキャン放送局（MONDO21）
- すっぴんカレッジ〜すぴカレ〜（BSフジ）
- TA☆RO（中京テレビ）
- あらあらかしこ（仙台放送）
- ボニータ!ボニータ!! 〜名古屋ガールズコレクション〜（テレビ愛知）
- What's New?+Cute（札幌テレビ）
- みんなが出るテレビ（テレビ神奈川）
- オビラジR（TBS）
- 女神サーチ（TBS）
- Naked Wolves（フジテレビONE/TWO/NEXT）
- ドォーモ（九州朝日放送）※中上出演[58]
- お笑い図鑑 ハマヌキ（tvk）※黒田出演[59]
- 学生才能発掘バラエティ学生HEROES!（テレビ朝日）※オードリー・春日出演
- あっ！レディースナイト＠（@TV、2012年7月4日-9月26日）
※岡崎・武田をMCに「（キャンナイが終了して）約2年ぶりに集結し、お客さんを巻き込み、またもや生放送をお祭り騒ぎにすること」のコンセプトとした番組。
- 今夜はアリエナイト（フジテレビ、2013年2月12日深夜放送分）
※木村・気谷・高橋・矢敷姉妹が出演、約3年ぶりに!「エロくないのにエロく聴こえる歌」を番組内で披露した。

## 脚註
1. 1 2  2009年5月22日放送では部長と部下としても二重出演
2. 1 2 3  2009年8月9日のみ進行役代打の中村光宏アナウンサーが助っ人だった。中村は2010年2月5日放送の「ハライチ澤部ドッキリ」のナレーターだった。
3. 1 2 3 4 5 6 7 8  『ミスキャンナイトフジ (仮)』からの継続出演
4. ↑  宮崎麗香公式ブログ - 2009年5月9日「ヒキワク」より
5. ↑  元は「丸出し!キャンパスリサーチ」のコーナーでの特集だった。作曲：宮崎歩、振り付け：カーニバル三浦。リードボーカルは杉麻李沙、コーラスボーカルは吉木りさ、藤岡みなみ。生歌歌唱：2010年1月1日 -
6. ↑  アナログはレターボックス
7. 1 2 3  フジ系深夜番組『キャンナイ』、3月で終了も女子大生ユニットがCDデビューで“有終の美” - オリコン、2010年3月11日閲覧
8. ↑  2009年5月9日放送分以降に乱入した女子大生勘違い告発屋の覆面レスラー「マスク・ドエス」はケンドーコバヤシが扮しているが、ケンドーコバヤシと覆面レスラーは別人の設定。しかし、「マスク・ド・エス」の誕生日はケンドーコバヤシと同一（7月4日）。なお、「マスク・ドエス」は覆面座談会「女子大生ド・エストーク座談会 朝まで生ド・エス」の司会者でもある。
9. ↑  2009年10月以降、同日の『森田一義アワー 笑っていいとも!』を兼務。
10. ↑  ハイヒールを頭上に載せ、マスク・オブ・ゾロ（怪傑ゾロ）の格好によく似た「マスク・ドエム」は春日俊彰が扮しているが、春日とは別人の設定。「マスク・ド・エム」は設定上「マスク・ド・エス」の義弟。「マスク・ド・エム」の入場曲は、プリンセス・プリンセス『M』
11. 1 2 3 4 5 6 7 8 9 10 11  「キャンナイ駅伝(チーム)」。12月18日放送分でスタッフ投票による「クビにしたいランキング」上位5名(中上、矢敷真帆、新地、井澤、黒田)が番組復帰を賭けて、2010年年明け特番の放送時間内に横浜市戸塚区から走ってスタジオにたどり着くのが条件だった
12. 1 2  2010年2月の放送後半と3月5日は学業(テスト等)優先で、番組を休んでいた
13. 1 2 3 4 5 6 7  「ヤンキーチーム」。 出典：2009年9月11日放送分での金田哲（はんにゃ）の告発にて結成。時に「ヤンキー軍団」、「ヤンキーグループ」などとも呼ばれる。
14. 1 2 3 4  「TOP3 （トップ・スリー）」。 2009年12月4日放送分「彼女にしたいランキング」での、獲得票数上位3名（岡田佑里恵・杉麻李沙・吉木りさ）にて結成。翌週の12月11日放送分で初登場。
15. ↑  母親が昔、オールナイターズだった。
16. 1 2 3 4  「SU-KI-MA」。 杉麻李沙・気谷ゆみか・松園詩織のトリオ。ユニット名はそれぞれの頭文字を取って松園が命名。
17. 1 2 3 4  「デンジャラストリオ」。 2009年12月4日放送分での「彼女にしたいランキング」で、獲得票数が「0」だった最下位の3名（新地梨絵・松園詩織・矢敷真帆）。ケンドーコバヤシがユニットの結成を発表した。時に「デンジャラスチーム」とも呼ばれる。
18. 1 2 3  「デンジャラスコンビ」。 2009年12月11日放送分での「抱かせて欲しいランキング」で、獲得票数が「0」だった最下位の2名（新地梨絵・矢敷真帆）。ケンドーコバヤシがユニットの結成を発表した。
19. 1 2  「甘辛うさぎ」。 松園詩織がタレントの友人2人と組んでいる3人組ダンスユニット。松園以外はキャンパスナイターズのメンバーではないが、3人揃って番組に登場し、ダンスを披露した。
20. 1 2  双子姉妹で共にホリ・エージェンシーに所属。女子大生ド・エストーク座談会 朝まで生ド・エスではフリップトークを展開。2009年9月4日と9月11日に「女子大生 矢敷姉妹が漫才をやったらどないやねん」で腕試しを経て、2009年9月19日のM-1グランプリ1回戦GブロックにY敷姉妹として登場。
21. ↑  番組出演当時は芸能事務所には属していなかった。
22. ↑  2009年8月から、日本でのデビューの為に滞在していたが、2009年10月23日生放送分を以て番組を降板。
23. ↑  oricon life. “携帯絵文字の進化形に注目集まる!オードリーも紹介した『MAX絵文字』が人気”.  オリコン. 2009年7月9日閲覧。
24. ↑  井澤妙峰 (2009年5月15日). “MAX絵文字”.  フジテレビZOO. 2009年6月4日閲覧。
25. ↑  2009年9月4日放送分はオードリー不在時で、澤部佑（ハライチ）と金田哲（はんにゃ）が進行代理だった。
26. ↑  気谷ゆみか (2009年5月25日). “いろはす☆”.  フジテレビZOO. 2009年6月4日閲覧。
27. ↑  い・ろ・は・す - 2009年5月23日放送では日本コカ・コーラのミネラルウォーター「い・ろ・は・す」のCM撮影現場に行き、2009年5月25日の『ニューカマーズ』内でキャンパスナイターズ出演のCMがヒキワクスピンオフCMとして放送された。2009年7月3日放送分では日清食品「行列のできる店のラーメン 横浜」のテレビコマーシャル（セリフがあるCM出演は中上、藤岡、岡崎由佳）が放送された。
28. ↑  BGM初音ミク『水着でおじゃま キャンナイMIX』
29. ↑  普段は男子学生だが、2009年11月13日はソニー・ミュージックエンタテインメントの皆さんや2010年1月22日は黒田目当ての女性2人（と番宣目的の片瀬那奈）が例外として観覧していた。
30. ↑  コーナー終盤で、澤部佑が毎週DVDに保存するかどうか聞かれるが、毎回保存を選択。
31. ↑  『ミスキャンナイトフジ (仮)』でもナイツが進行役で早押しクイズコーナー「ミスキャン・注目の差し入れ」があったが、今回はナイツの2人は回答者側。
32. ↑  出題ナレーターは同番組の天の声である伊藤利尋が担当。
33. ↑  伊藤と黒田は、同じ兵庫県立長田高校出身者。
34. ↑  直径30cmの的は9（たわし）：1（パジェロミニの中古車）。
35. ↑  ナイトウェアー紹介時BGM『パジャマでおじゃま キャンナイMIX』もしくは『パジャマでおじゃま キャンナイREMIX 2009』
36. ↑  初期はハライチだったが、マスク・ドエスに不仲を暴露されレポーター降板。2009年5月22日放送分以降、ゆったり感の中村にレポーターが交代。
37. 1 2 3 4  番組内でランキング発表時、「24時間マラソン」を走っていた。
38. ↑  通常、女性はジャージで上がるが、2009年9月9日以降は男性もジャージに着替えた後、ステージ上がっている。ちなみに、女性で私服で上がったのは松井絵里奈と優木まおみのみ。
39. ↑  松井は上地雄輔が「仲間を救え！底抜け計算クイズ！」67秒で10問正解し、救出成功。優木はユッキーナが「おバカさん一斉！アクションクイズ」で2問しか不正解にならず、1位。
40. ↑  徒競走各レース出場者は金田哲（はんにゃ）が決め、4名ずつが走る5レース行われた。
41. ↑  女優経験者の宮崎麗香、2009年8月8日放送の「HACHI 約束の犬」女優ドッキリオーディション1位の新地梨絵、檜木萌、本山華子、井澤妙峰、敗者復活ジャンケンでワイルドカード（第3レース出走、フラッグ獲得者は檜木）の松園詩織。
42. ↑  この回は気谷は休みで、実際のフラッグ獲得者は黒田だった。
43. 1 2  力走中に隠れたスタッフに排泄物のにおいを塗られる。
44. 1 2  井澤とのタスキ渡し時にスタッフが排泄物をつけ損ねた。新地は翌週1月8日の放送にて塗られた
45. ↑  ちなみに、魚座は申年×AB型＝428位だった
46. ↑  矢敷以外の4人はほぼ同タイム
47. ↑  同局では『ズームイン!!SUPER新春スペシャル』を放送していた。
48. ↑  黒田力走中に幼い子供を抱えて目立出せた若い父親が映っていたのを観てケンドーコバヤシが放送中に「子供は（家で）寝かせてください」と呟いた。
49. ↑  元来5区並走予定だったが、放送時間の都合にて変更
50. ↑  由来は「キン肉マン」のタッグチームを参照
51. ↑  年明け時点で10月以前の待受けは「大人の都合で削除しました。」（原文ママ）の影響で、水着待受け画像が無い松園はランク外となる。
52. ↑  倍率は卒業証書の裏側に数字を記載
53. ↑  2009年6月12日放送分は特別番組『ドキッ!新人だらけDEオールナイト FUNKYススキノYOSAKOIソーラン祭り!』で、2009年7月10日はMeijiチョコレートカップ第1日ハイライトで休止。
54. ↑  http://blog.fujitv.co.jp/koho/E20090826001.html
55. ↑  ケンドーコバヤシ扮した『マスク・ド・エス』が連れていた、犬人間役。また番組内で発売されたトレーディングトランプではジョーカーのカードになっている。
56. ↑  2009年12月の回では、気谷ゆみかの相手が同じ事務所の遠藤舞でボックス対決となった。
57. ↑  強制ではなかったので、行わないメンバーもいた。
58. ↑  中上真亜子がレポーターとして出演、番組名は明かさなかったが（番組明けの）2010年2月3日「ドォーモDVD」発売イベントの時に『東京での生放送明けで遅れました。』っと言い訳（同番組で翌週放送された。）
59. ↑  2009年10月5日～2010年4月1日まで黒田有彩がアシスタントとして出演、MCの島根さだよしとの会話で「キャンナイ(メンバー)」話も何度かあった。